# فدائیان اسلام
جمعیت فدائیان اسلام گروه و حزب تروریستی اسلام‌گرای شیعه در ایران بود که در دههٔ ۱۳۲۰ خورشیدی، به رهبری طلبهٔ جوانی به نام سید مجتبی نواب‌صفوی با هدف برقراری حکومت اسلامی تشکیل شد.
فدائیان اسلام در سال ۱۳۲۴ احمد کسروی، تاریخ‌دان، و منشی‌اش را با ضربات متعدد چاقو ترور کردند. سپس بین سال ۱۳۲۸ تا ۱۳۳۲ دو نخست‌وزیر عبدالحسین هژیر، حاجی‌علی رزم‌آرا را به قتل رساندند. آنان همچنین سوء قصدهای ناموفقی به جان وزیر امور خارجه حسین فاطمی و حسین علاء ترتیب دادند.
نواب صفوی و تعداد دیگری از اعضای این گروه، پس از اقدام به قتل ناموفق حسین علاء دستگیر و به اعدام و حبس محکوم شدند. برخی از اعضای سابق این گروه، پس از قتل حسنعلی منصور نخست‌وزیر دیگر کشور، نقش حمایتی ایفاء نمودند. خیلی از نزدیکان سید روح‌الله خمینی در انقلاب ۱۳۵۷ نیز در گذشته، عضو فدائیان اسلام بودند.
پیشتر در آن دوره، مرجع تقلید وقت شیعه سید حسین طباطبایی بروجردی، جمعیت فدائیان اسلام را مایهٔ ننگ شیعه دانسته و حضور آنان در حوزهٔ علمیهٔ قم را ممنوع کرده بود. در حالی که سال‌ها بعد از مرگ بروجردی و با پیروزی انقلاب ۱۳۵۷، این نگرش عملاً به فراموشی سپرده شد و جمعیت فدائیان اسلام و چهره‌های شاخص آن نظیر سید مجتبی نواب‌صفوی، توسط جمهوری اسلامی از جایگاه برجسته‌ای برخوردار شدند.
این گروه بارها توسط سرویس‌های جاسوسی بریتانیا مورد استفادهٔ ابزاری واقع شد. از نمونه‌های مهم آن، می‌توان به اختلاف شدید بریتانیا با محمد مصدّق و کابینه او بر سر ملی شدن صنعت نفت اشاره کرد. بر اساس تحلیل این گروه رابط بین شاه و مصدق فاطمی بود و با حذف او می‌توانستند بین رابطه بین شاه و مصدق را خراب کنند. همین امر موجب شد که یکی از اعضای ۱۵ سالهٔ گروه به نام محمدمهدی عبدخدایی، اقدام به ترور او کند. که البته این سوءقصد نافرجام ماند. سال‌ها پس از پیروزی انقلاب ۱۳۵۷ و انتشار عمومی اسناد مربوط به این قضیه توسط سرویس امنیتی بریتانیا، عبدخدایی طی مصاحبه‌ای گفت که اگر زمان به عقب برگردد، اقدام به ترور فاطمی خواهد کرد. بنیان‌گذار این گروه مجتبی میرلوحی معروف به نواب صفوی، به جرم فعالیت‌های تروریستی اعدام شد.
برخی از پژوهشگران از جمله زرین‌کوب و نیکی کدی، فرهاد کاظمی و رامین جهانبگلو از این گروه با عنوان تروریستی یا گروهی که از روش‌های تروریستی استفاده می‌کرده است یاد کرده‌اند.
سید علی خامنه‌ای گفته است که تحت تأثیر نواب صفوی، به مبارزهٔ سیاسی علیه رژیم شاه گرایش یافت و در حلقهٔ نزدیکان خمینی قرار گرفت.
به نوشته فرهاد کاظمی کتاب راهنمای حقایق نوشته نواب صفوی، بر روی افکار انقلابی سید علی خامنه‌ای و اکبر هاشمی رفسنجانی تأثیر گذاشته است.

## ایجاد گروه

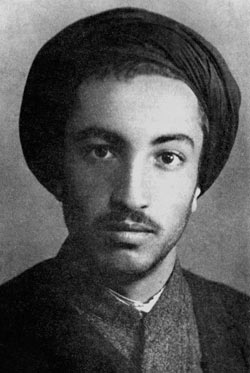
سید مجتبی نواب صفوی در دوران جوانی

نواب صفوی دانش‌آموختهٔ مدرسهٔ صنعتی آلمانی‌ها در ایران بود و در ۱۳۲۲ نواب صفوی به استخدام شرکت نفت درآمد و پس از مدت کوتاهی به آبادان منتقل شد. مدتی بعد برخورد شدیدی از سوی یکی از متخصصین انگلیسی شرکت نفت با یکی از کارگران صورت گرفت که به دنبال آن، نواب کارگران را به اعتراض و اجرای قصاص دعوت کرد. با دخالت پلیس و نیروهای نظامی، اعتراضات سرکوب شد. نواب نیز فرار کرده و به نجف رفت. او برای امرار معاش به ساخت و فروش عطر روی آورد. طی اقامت نواب صفوی در نجف، نواب از نوشته‌های ضدشیعه (یعنی شیعه‌گری، به تاریخ ۱۳۲۱ هجری شمسی، ۱۹۴۲ میلادی) تاریخ‌دان و روشنفکر برجستهٔ ایرانی، احمد کسروی، آگاه گشت. نواب خیلی زود به تنفر و وهنی که روحانیون برای کسروی قائل بودند عقیده یافت و تصمیم گرفت در ۱۹۴۵ میلادی، به تهران برگردد تا اقدامی سریع انجام دهد.

### جمعیت مبارزه با بی‌دینی
نواب پس از برگشت در سال ۱۳۲۳ به‌همراه مهدی سراج انصاری، قاسم اسلامی و مهدی شریعتمداری «جمعیت مبارزه با بی‌دینی» را تشکیل داد. هدف این جمعیت مبارزه با هرگونه بی‌دینی و فساد بود و در نخستین گام تلاش می‌کنند تا به سخنان احمد کسروی و نوشتار او پاسخ دهند. پس از ترور احمد کسروی توسط اعضای فدائیان اسلام، جمعیت مبارزه با بی‌دینی به نواب صفوی کمک می‌کند تا مدتی پنهان شود و در همین راستا مهدی شریعتمداری از بنیانگذاران این مجموعه، اقدام به مخفی نمودن نواب در لاهیجان و سپس در مشهد می‌کند. نواب صفوی به‌همراه عده‌ای از اعضای این گروه بحث و گفت‌وگو را برای ترویج دین و نفی بی‌دینی کافی نمی‌دیدند و با توجه به بی‌نتیجه بودن تلاش آنان در گفت‌وگو با کسروی و عدم توقف فعالیت‌هایش نواب صفوی از جمعیت مبارزه با بی‌دینی جدا شد و به‌همراه اعضای گروه «جمعیت هواداران تشیع» مجموعهٔ فدائیان اسلام را با مشی مسلحانه بنیان نهادند. همچنین اعضای باقیمانده جمعیت مبارزه با بی‌دینی با محوریت مهدی سراج انصاری مجموعه اتحادیه مسلمین ایران را راه اندازی کردند.

### مجموعهٔ فدائیان اسلام
نواب به اتفاق پیروانش و برادران سیدحسین امامی و سید علی‌محمد امامی کسروی و منشی او را در ۲۰ اسفند ۱۳۲۴ در وزارت دادگستری، ترور کنند. این قسمت، نقطهٔ عطفی برای فدائیان بود. چرا که این اتفاق، با پشتیبانی سخنرانی‌های آتشین، اعلامیه‌ها و گزارش روزنامه‌ها، مبلغ وجود فدائیان و فعالیت آنها، به‌منزلهٔ پاک‌سازی ایران از اعمال ضداسلامی گشت. فتوای تاکتیکی رهبر روحانیون نجف، سید حسین طباطبایی قمی در تبرئهٔ ترور کسروی به دست برادران امامی، کمک کرد تا به گروه فدائیان، مشروعیت را بدهد و فرصت بی‌سابقه‌ای به آن‌ها دهد تا افراد تازه‌وارد را جذب کنند و محیط کاری‌شان را بگسترانند.
اتحاد فدائیان اسلام با سید ابوالقاسم کاشانی در دههٔ بیست و اوایل دههٔ سی، باعث ارتقاء وجههٔ عمومی این گروه شد یک سری فعالیت‌های علنی، شامل تظاهرات ضدِاسرائیلی به امر کاشانی و همچنین اقدامات خشونت‌آمیز علیه مقامات سیاسی در این دوره رقم خورد.محسن مبصر دربارهٔ همکاری کاشانی گفته است: فدائیان اسلام با تقویت و پشتیبانی کاشانی شروع به فعالیت کرد.
نواب صفوی و فدائیان اسلام از مخالفان جبههٔ ملی ایران و محمد مصدّق بود و به‌دلیل عدم اجرای قوانین اسلامی از سوی دولت مصدق با او رابطهٔ خوبی نداشتند. نواب صفوی رهبر فدائیان اسلام در مرداد ۱۳۳۰ خورشیدی، این‌گونه به مصدّق لقب داد، «تو، ای مصدّقِ کذّاب، بیش از پیش چهرهٔ کریه باطن خود را به دنیا و مسلمانان نشان دادی.»
فدائیان اسلام خطِ‌مشی مسلحانه داشته و نواب در بهمن ۱۳۳۱ برای مقابله با مخالفان خود «کمیتهٔ مجازات» را زیر نظر عبدالحسین واحدی تشکیل داد.

## عقاید فدائیان اسلام

بخشی از مانیفست فدائیان اسلام به دستخط نواب صفوی

فداییان در شرح اندیشه‌های خود در رابطه با حکومت اسلامی، نخستین برنامهٔ مدون خود را به صورت قانون اساسی و بر پایهٔ مبانی اسلامی خود در قالب کتابی با نام «رهنمای حقایق یا نماینده حقایق نورانی این جهان بزرگ» به قلم نواب صفوی ارائه دادند که به مانیفست فدائیان اسلام و مبنای سنت فکری این جریان بدل شد. این برنامه قاعدتاً باید در سالهای ۲۸–۱۳۲۷ تدوین یافته باشد، سرانجام در سال ۱۳۲۹ به صورت هماهنگ و هم‌زمان بین رجال سیاسی و مذهبی از طریق پست توزیع گردید. مأموران امنیتی که از این ماجرا غافلگیر شده بودند، سعی در جمع‌آوری مابقی کتب کردند که موفق نشدند.
کتاب از سه بخش تشکیل می‌شود؛ در بخش نخست، نویسنده به شناسایی و تشریح ریشه‌های مفاسد خانمان‌سوز ایران و جهان پرداخته و در بخش دوم نیز «طریق اصلاح عموم طبقات» و «دستورالعملی برای شئون مختلف حکومت و جامعه» عرضه داشته است. دستورالعملی که بایستی به یاری خدا مو به مو عملی گردد. در پایان کتاب نیز تعدادی اعلامیه آمده است.
در بخش نخست جامعه ایران به گونه‌ای تصویر می‌شود که نابسامانی، فساد، تباهی و فقر سرتاسر آن را فراگرفته و روز به روز گسترده‌تر و عمیق‌تر می‌شود. فساد و تباهی به برجسته‌ترین صورت در حوزه فرهنگ نمود می‌یابد و «مفاسد فرهنگ» در ردیف مهم‌ترین مفاسد قرار می‌گیرد. وجه غالب این‌گونه مفاسد هم با روابط و مناسبات جنسی در جامعه پیوند می‌یابند

نواب صفوی که به شدت از ساختار حوزه علمیه و شخص بروجردی مرجع تقلید عامه شیعیان ناراضی بود، حملات شخصی شدیدی را نیز نثار او می‌کند و او را پست‌تر از سگ و ظالم و بدعت‌گذار می‌داند:
تو ای عالم اسلامی، تو ای بی‌وفا،... در صف بدعت‌گزاران و ظالمین قرار گرفته، بی‌رحمانه با جعل قوانین خلاف اسلام و اجراء نقشه‌های دشمنان اسلام، همه روزه بر پیکر اسلام ضربات شدیدی نواختی، تو ای بی‌وفا بشر، ای‌کاش وفاداری را از سگ آموخته بودی؛ به خدا آن گاهی که احساس کوچک‌ترین خطری برای عنوان و مقام دنیای خود کنی، مهیای هر اقدامی و تکفیری و تفسیقی می‌باشی و گرچه به بنیاد مقدس اسلام لطماتی وارد آید،... آخ، آخ ای بشر بی‌وفا! به خدا، سگ باوفا، از تو بی‌وفا شریف‌تر است
به‌طور کلی نثر کتاب متأثر از ادبیات سیاسی دهه ۱۳۲۰، با لحنی تند و ادبیات خطابی و بسیار تحریک‌آمیز است. کتاب مملو از بایدهایی است که برای رفع ریشه‌های خانمانسوز فساد باید اجرا گردد و با برخی گروه‌ها و بخشی از روحانیت به شدت در نزاع است.

## وجه تسمیه
مجتبی نواب صفوی علت نامگذاری گروهش را چنین بیان نموده است: در یکی از اولین جلسات فدائیان اسلام سید مجتبی نواب صفوی بیان نمود که حسین بن علی را در خواب دیده است که بازوبندی را به دست راست وی می‌بندد که بر روی آن نوشته شده بود فدائیان اسلام و به این ترتیب این گروه با نام «فدائیان اسلام» به صورت رسمی مبارزات خود را آغاز نمود.

## فعالیت‌ها
- مبارزه با بی‌حجابی

مظفر ذوالقدر، خلیل طهماسبی و نواب صفوی در دادگاه

- واکنش به دستگیری سید ابوالقاسم کاشانی و حمایت از فعالیت‌های ایشان با حمایت از شمس قنات‌آبادی
- اعتراض به مجلس مؤسسان * فعالیت‌هایی بعد از کودتای ۲۸ مرداد در حمایت از دولت کودتا و سپس مخالفت با شاه به دلیل عدم اجرای احکام اسلام
- مبارزه علیه بهائیت
- مخالفت با جبهه ملی و محمد مصدق
- مخالفت با سید حسین طباطبایی بروجردی و اخراج از حوزهٔ علمیه قم و شهر قم

## اقدامات فدائیان اسلام
نخستین اقدامات نواب صفوی در تهران، ترور ناموفق احمد کسروی، نویسنده و تاریخ‌نگار ایرانی بود؛ ولی در ۲۰ اسفند ۱۳۲۴، علی‌محمد امامی و حسین امامی، دو عضو دیگر از این گروه، موفق شدند احمد کسروی و منشی اش را در جلسه بازپرسی و در داخل کاخ دادگستری تهران به قتل برساندند. ترور عبدالحسین هژیر وزیر دربار محمدرضاشاه پهلوی در ۱۳ آبان ۱۳۲۸ به دست حسین امامی، و سرلشکر رزم‌آرا، نخست‌وزیر ایران در ۱۶ اسفند ۱۳۲۹ به دست خلیل طهماسبی از کارهای بعدی این گروه بود. در جریان نهضت ملی شدن نفت ایران، آن‌ها در ۲۵ بهمن ۱۳۳۰ توسط محمدمهدی عبدخدایی سوءقصدی به جان حسین فاطمی، از نزدیکان محمد مصدق کردند که ناکام ماند. فدائیان در ۲۵ آبان ۱۳۳۴ توسط مظفر ذوالقدر دست به ترور حسین علاء نخست‌وزیر وقت زدند که ناکام ماند و منجر به دستگیری و سپس اعدام نواب صفوی، محمد واحدی، مظفر ذوالقدر و خلیل طهماسبی در ۲۷ دی ۱۳۳۴ شد.

## لیست ترورها

### احمد کسروی

اجساد احمد کسروی و منشی‌اش که توسط فدائیان اسلام در داخل کاخ دادگستری ترور شدند.

از نخستین اقدامات نواب صفوی درتهران، سعی در قتل احمد کسروی، نویسنده و تاریخنگار ایرانی در ۲۹ فروردین ۱۳۲۴ بود که ناموفق ماند. اما در ۲۰ اسفند ۱۳۲۴ خورشیدی، علی‌محمد امامی و حسین امامی، دو عضو دیگر این گروه، احمد کسروی و منشی‌اش را در جلسه بازپرسی و در داخل کاخ دادگستری تهران به قتل رساندند. نواب صفوی و همراهانش پس از ترور احمد کسروی، در دادگاه نظامی تبرئه شدند، زیرا که هم رهبران مذهبی از آن‌ها پشتیبانی می‌کردند و هم مقامات حکومتی امیدوار بودند تا در برابر حزب توده از آن‌ها بهره‌برداری کنند.
نواب صفوی در طول اقامت خود در نجف، کاملاً از نوشته‌های ضد شیعه مورخ و روشنفکر برجسته ایرانی، احمد کسروی آگاه شد. نواب به زودی انزجار عمیق روحانیون از کسروی را به دست آورد و تصمیم گرفت در سال ۱۳۲۴ به تهران بازگردد تا اقدام فوری انجام دهد. او با چهارصد تومان قرض گرفته شده از آیت‌الله حاج شیخ محمدحسن طالقانی، یک اسلحه خرید و در ۱۴ اردیبهشت ۱۳۲۴، تلاشی ناموفق برای ترور کسروی در خیابانی در تهران انجام داد. نواب که در همان روز دستگیر شد، اندکی بعد آزاد شد و از طریق اعلامیه‌ها تشکیل فدائیان را اعلام کرد.
نواب که از شکست اولیه خود دلسرد نشده بود، با موفقیت ترتیب داد تا دو نفر از پیروانش، برادران سید حسین و سید علی‌محمد امامی، در ۲۰ اسفند ۱۳۲۴ کسروی و منشی او را در وزارت دادگستری به قتل برسانند. این واقعه نقطه عطفی مهم برای فدائیان بود. تبلیغات پیرامون این رویداد با سخنرانی‌های آتشین، اعلامیه‌ها و گزارش‌های روزنامه‌ها که وجود فدائیان و فعالیت‌های آنها برای «پاکسازی» ایران از اقدامات ضد اسلامی را اعلام می‌کردند، دامن زده شد. تأیید ضمنی روحانی برجسته نجف، آیت‌الله حاج آقا حسین قمی، از ترور کسروی و درخواست او برای تبرئه برادران امامی به مشروعیت بخشیدن به فدائیان کمک کرد و به این سازمان فرصت زیادی برای جذب اعضای جدید و گسترش دامنه فعالیت‌های خود داد.

### عبدالحسین هژیر
هژیر در مجلس شورای ملی از اکثریت قابل توجهی برخوردار بود ولی مطبوعات تهران و شهرستان‌ها از حمله به او کوتاهی نمی‌کردند و همه روزه اتهامات زیادی به وی وارد می‌ساختند. سرانجام هژیر در مقابل جوّی که مخالفان ایجاد کرده بودند تاب مقاومت نیاورد و با آن که در مجلس از حمایت اکثریت برخوردار بود، در روز پنجم آبان ماه ۱۳۲۷ پس از پنج ماه درگیری از کار کناره گرفت. یکی از اقدامات هژیر در دوران زمامداری، برقراری مجدد روابط سیاسی بین ایران و عربستان سعودی بود که رفت‌وآمد زائران خانهٔ خدا دوباره برقرار شد.
عبدالحسین هژیر در انتخابات مجلس مؤسسان دوم در اردیبهشت ماه ۱۳۲۸ از تهران به نمایندگی انتخاب شد، و در ۲۸ تیر ماه ۱۳۲۸ به سمت وزیر دربار منصوب شد. در روز ۱۳ آبان ماه ۱۳۲۸ در مجلس عزاداری و روضه‌خوانی دربار در مسجد سپهسالار هدف گلولهٔ سید حسین امامی عضو جمعیت فدائیان اسلام قرار گرفت و روز بعد در سن ۴۷ سالگی درگذشت.

### حاج علی رزم‌آرا
نخست‌وزیری رزم‌آرا با جنجال نفت همراه بود و او ناگزیر شد لایحهٔ قرارداد گس-گلشائیان را که دولت محمد ساعد به مجلس داده بود پس بگیرد. کابینهٔ او چند بار مورد استیضاح قرار گرفت. او در مجلس هنگام سخنرانی خود مدعی شد ایرانیان حتی توانایی تولید آفتابه را ندارند چه برسد به اداره نفت، نهایتاً با سخنانی که دربارهٔ عدم توانایی ملت ایران در ادارهٔ صنعت نفت ایران ابراز کرد، همگان رزم‌آرا را بزرگ‌ترین مانع بر سر ملی شدن نفت شناختند.
رزم‌آرا چنین استدلال می‌کرد که ما توان فنی در اختیار گرفتن کامل صنعت نفت را نداریم و باید به افزایش سهم ایران از سود حاصل، به پنجاه درصد رضایت دهیم. همین باعث شد تا او را به عنوان یک خائن به منافع ملی ایران معرفی کنند. در بیرون از مجلس نیز جریان‌های گوناگون کشور از دربار تا اسلامگرایان تندرو ائتلافی بر ضد رزم‌آرا ایجاد کرده بودند.
در روز شانزدهم اسفند سال ۱۳۲۹ سپهبد حاج‌علی رزم‌آرا در مسجد شاه تهران کشته شد. خلیل طهماسبی، که پس از دستگیری در همان لحظه خود را عبدالله موحد رستگاری معرفی کرد، عضو فداییان اسلام، گروه اسلامگرای وابسته به نواب صفوی، که آن زمان طرفدار کاشانی و جبههٔ ملی بود، که همان روز مسئولیت آن را به عهده گرفت.

### حسین فاطمی

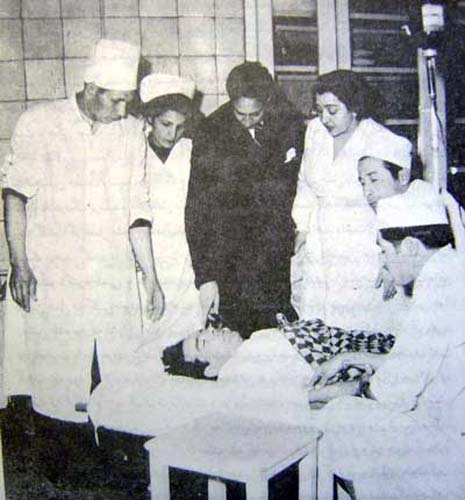
حسین فاطمی، روی تخت بیمارستان پس از ترور نافرجام (۵ بهمن ۱۳۳۰)

در ۲۵ بهمن ۱۳۳۰ فاطمی که نماینده مردم تهران نیز بود در حین سخنرانی بر مزار محمد مسعود توسط محمدمهدی عبدخدایی نوجوان ۱۵ ساله و عضو جمعیت فدائیان اسلام ترور شد که نافرجام ماند و گلوله به قلب او آسیبی نرساند. محمد مهدی عبد خدایی دربارهٔ این ترور می‌گوید:
به محض این که ماشه اسلحه را کشیدم، اسلحه را بر زمین انداختم. در آن زمان آقای عباس گودرزی نامی بود که در تجریش جگر می‌فروخت و بهش می‌گفتند «عباس جیگرکی» که خم می‌شود و اسلحه را برمی‌دارد که مردم به سمتش هجوم می‌برند و او را می‌زنند. من در تمام این صحنه‌ها حاضر بودم چون کسی باورش نمی‌شد که یک نوجوان ۱۵ ساله با کلت کمری دکتر فاطمی را زده باشد. … ایستادم و تکبیر گفتم. پس از این بود که جمعیت به طرف من برگشتند.

### حسین علاء
در ۲۵ آبان ۱۳۳۴ حسین علاء، نخست‌وزیر وقت توسط فدائیان اسلام ترور شد، ولی جان سالم به در برد. ترور نافرجام علاء مقدمهٔ اصلی دستگیری رهبران فدائیان اسلام بود.

## فداییان و نهضت ملی شدن صنعت نفت
برخی افراد بر این باورند که فداییان اسلام یکی از گروه‌های تأثیرگذار در جهت پیروزی نهضت ملی شدن صنعت نفت و نخست‌وزیری مصدق بود. از جمله سید محمود طالقانی در این زمینه می‌گوید: «... نهضت اوج گرفت. چه شد که اوج گرفت؟ گروه‌های ملی و دینی و مذهبی همه در یک مسیر حرکت کردند. مراجع دینی مانند مرحوم آیت‌الله خوانساری و آیت‌الله کاشانی و فدائیان اسلام، با هم شروع کردند به حرکت و ملت را به حرکت درآوردن هر یک به جای خود. فدائیان اسلام، جوانان پرشور و مؤمن، آن‌ها راه را باز و موانع را بر طرف می‌کردند. مانع اول را برداشتند (هژیر). انتخابات آزاد شروع شد. مانع بعدی را برداشتند (رزم‌آرا)، صنعت نفت در مجلس ملی شد.»

## دوران مصدق
نخست‌وزیری مصدق درگیری بین فداییان اسلام و دولت بود. نواب صفوی رهبر فداییان اسلام مصدق را به قتل تهدید می‌کند.
او پس از مدتی به مخالفت با دولت برمی‌خیزد که در این میان کاشانی نیز جانب مصدق را می‌گیرد. نواب در سال ۱۳۳۰ به دلیل پرونده قبلی در ساری به دو سال زندان قطعی محکوم شده بودو به همین دلیل به دستور مصدق، نخست‌وزیر وقت، مأموران در تیرماه ۱۳۳۰ نواب را در خیابان ژاله (شهدا) دستگیر می‌کنند و با توجه به پرونده معاونت او در قتل رزم آراء پرونده دیگری برای او از سوی دادستان تشکیل می‌گردد.
در متن دادنامه دادستان ساری فرزاد نیا چنین آمده است:
سید مجتبی نواب صفوی فرزند جواد، ۲۹ ساله دارای عیال بدون اولاد ساکن تهران خیابان امیریه کوچه اسلحه دار باشی منزل نواب صفوی به موجب دادنامه شماره ۲۴۳–۲۸/۷/۲۷، دادگاه جنحه ساری که به شرح گزارش مأموران کلانتری تهران مشارٌ‌الیه از دیدار آن استنکاف نموده به گناه ورود به عنف به دبیرستان ایران دخت به دو سال حبس تأدیبی و پنج هزار ریال غرامت نقدی… غیاباً محکوم گردیده…۲۵/۳/۳۰
پس از دستگیری نواب صفوی گروهی از هواداران او پس از راهپیمایی با پلیس درگیر شدند که به دستگیری آنها انجامید اهنگران از روزنامه طرفداران فداییان اسلام در این‌جا می‌نویسد:
حکومت ضد اسلام مصدق، فرزندان اسلام و ایران را به خاک و خون کشید. پس از یک ماه [دستگیری نواب صفوی]مجدداً این حکومت غاصب و اجنبی پرست چنگال خود را تا جگرگاه مردم فروبرده. پنجاه نفر زخمی و۱۸ نفر دستگیر و بازداشت شدند.
در ۲۵ بهمن ۱۳۳۰ حسین فاطمی به دست محمدمهدی عبدخدایی از اعضای فدائیان ترور شد و باعث گردید که فاطمی تا زمان مرگش از عوارض این زخم رنج ببرد. پس از حوادث تیر ۱۳۳۱ و بروز اختلاف شدید میان جبهه ملی و کاشانی، فدائیان اسلام با وجود اختلافات قبلی از کاشانی حمایت کردند.
نواب صفوی طی مصاحبه‌ای کودتای ۲۸ مرداد را به شاه تبریک می‌گوید. او پس از بازگشت در تهران بیانیه‌ای به این شرح صادر می‌کند که در روزنامه کیهان ۳ شهریور ۱۳۳۲ به نشر می‌رسد:

هو العزیز
فرمان خدا بالاتر از هر فرمانی بوده اطاعتش واجب تر از اطاعت هر کسی است و هر کس عملاً با احکام خدا مخالفت کند اطاعت او حرام و مخالفتش واجب است. من به همین دلیل با دولت مصدق به شدت مخالف بوده و او در تمام حکومتش از ترس من و برادرانم در گوشه خانه متحصن بود و هر واسطه‌ای برای سازش با من می‌فرستاد چون حاضر نبود که تسلیم حکم خدا شود مأیوس می‌شد، بزرگ‌ترین جنایت مصدق تقویت عمال شوروی در ایران بود و تنها روح ایمان و علاقه خلل ناپذیر مردم این سرزمین و افسران و سربازان پاکزاد و مسلمان ما به ناموس و دیانت بود که به یاری خدا او و عمال رذل بیگانه را شکست داده و خواهد داد و به خدای محمد علیه و آله قسم که اگر دو روز دیگر حکومت مصدق باقی‌مانده و رجاله بازیهای بیگانه پرستان ادامه پیدا می‌کرد عقده‌های درونی مردم مسلمان ایران به هزاران برابر شدیدتر از آن طور که شد منفجر گردیده و رگهای بدن فرد فرد عمال کوچک و بزرگ شوروی رذل را به دست و دندان خشمناکشان بیرون کشیده بنیاد هستی یک یک آنها را بدون استثناء در شعله‌های سوزان غیرت خویش می‌سوزاندند تا یاس کرملین نشینان از تسلط بر کمترین خشت مملکت ما هزاران برابر یاس کنونی گردد و گویا چون اکثر این فریب خوردگان، بدبخت و نادان و قابل هدایت بودند. خدای رحیم رحمی کرد که شاید هدایت شوند و از راه پلید فروش دین و ناموس و وطن به بیگانه بازگردند و اگر حقوق خویشتن را هم می‌خواهند در سایه پیروی علی و از روی مبانی الهی اسلام بخواهند نه اینکه به خاطر وعده‌های پوچ و بی مغزی دین و ناموس و آزادی و وطن را فدای چکمه‌های ظالمانه رذل‌ترین بیگانه کنند، پس مملکت به خاطر اسلام و به نیروی ایمان حفظ گردیده و هر نفعی به هر که رسید در پناه اسلام رسید و اگر قانون اساسی صحیح است اصل دوم متمم قانون اساسی و سایر اصول آنهم صحیح است و شاه و نخست‌وزیر و وزرا عملاً باید دارای مذهب شیعه و مروج آن باشند و باید قوانینی که مخالف احکام مقدس خداست و به غلط از مغزهای پوسیده گمراهانی تجاوز کرده لغو و باطل گردیده و به عمر کثیف منکرات و مفاسد خاتمه داده شود و در مرحله اولی مسکرات خانمانسوز و لختی و بی قیدی شرم آور زنان و موسیقی شهوت‌انگیز فضیلت کش و رقاص خانه‌های جنایت بار و قوانین قضایی پوسیده اروپایی از میان برود و تعالیم عالی و احکام حیات بخش اسلام جایگزین آنها گردد و با اجرای برنامه عالی اقتصادی اسلام فقر و محرومیت اکثریت مردم مسلمان ایران و فواصل خطرناک طبقاتی پایان یابد تا شاه و هیئت حاکمه قانونی و رسمی و خوشبخت و سعادتمند باشند و بر ملتی خوشبخت و سعادتمند هم حکومت کنند و خدا و خلق خدا از آنها راضی باشند و در این خصوص کتاب رهنمای حقایق (برنامه فدائیان اسلام) راهنمائیهای لازم را با براهین کافی از سالهای پیش نموده است. والا تا وضع چنین است و کار بر این منوال، قدرت دولت و ملت پراکنده و متلاشی و متصادم با هم بوده، مملکت در سراشیب سقوط مادی و معنوی و اخلاقی می‌باشد.

تهران 
 به یاری خدای توانا 
 سیدمجتبی نواب صفوی

## پس از سقوط دولت مصدق
درگیری‌های فدائیان با دولت جبهه ملی، افزایش خصومت بین مصدق و کاشانی و حمایت کلی علما از کودتای ۱۳۳۲، باعث شد که فدائیان در طول کودتا و نسبت به دولت سپهبد فضل‌الله زاهدی غیرفعال بمانند. اقدام اصلی، اعلامیه‌ای بود که توسط نواب شش روز پس از کودتا منتشر شد و بدون اشاره به خود کودتا، نشان می‌داد که حکومت توسط شاه یا نخست‌وزیری بدون رعایت قانون خدا نامشروع است. شکاف در رهبری و خروج عبدالله کرباسچیان، ناشر روزنامه طرفدار فدائیان، نبرد ملت، سازمان را تضعیف کرد. شایعاتی مبنی بر تلاش شاه برای تطمیع و ساکت کردن نواب از طریق پاداش‌های مالی و پیشنهاد سفارت در یک کشور اسلامی وجود داشت. با این حال، هنگامی که دولت ایران تصمیم به پیوستن به پیمان بغداد گرفت، نواب کاملاً از رژیم شاه ناامید شد. تلاش ناموفق برای ترور نخست‌وزیر حسین علاء در ۲۵ آبان ۱۳۳۴، در آستانه عزیمت وی به بغداد برای تصویب مشارکت ایران در این پیمان، ناقوس مرگ فدائیان بود. دولت اقدام به دستگیری رهبران و همکاران سابق فدائیان، از جمله آیت‌الله کاشانی کرد. کاشانی و سایر همکاران به زودی آزاد شدند، اما رهبران ارشد فدائیان محاکمه و محکوم شدند. چندین نفر از اعضا به احکام مختلف زندان محکوم شدند. نواب و سه نفر از نزدیکانش، از جمله قاتل رزم‌آرا، در ۲۸ دی ۱۳۳۴ توسط جوخه آتش اعدام شدند.

## واقعه ۱۵ خرداد سال ۱۳۴۲
عناصری از فدائیان به فعالیت‌های مخفیانه خود ادامه دادند. برخی از آنها در سه گروه جداگانه که پس از اسفند ۱۳۴۱ متحد شدند و به عنوان هیئت‌های مؤتلفه اسلامی شناخته شدند، درگیر بودند. این گروه‌ها نقش فعالی در شورش‌های با انگیزه مذهبی ۱۵ خرداد/۵ ژوئن ۱۹۶۳ در اعتراض به برنامه اصلاحات ارضی شاه، حق رأی زنان و دستگیری آیت‌الله خمینی ایفا کردند. پس از سرکوب شورش‌ها توسط رژیم و تبعید آیت‌الله خمینی، موضع ضد دولتی آنها برجسته‌تر شد. از نظر این گروه‌ها، مقصر اصلی، نخست‌وزیر حسنعلی منصور بود که به دلیل احیای حقوق کاپیتولاسیون منفور اعطا شده به پرسنل نظامی ایالات متحده مستقر در ایران، سرزنش می‌شد. در ۲۱ ژانویه ۱۹۶۵، منصور توسط محمد بخارایی، یکی از اعضای شاخه نظامی هیئت‌های مؤتلفه اسلامی، در ورودی مجلس ترور شد. دولت چهار نفر از اعضای این گروه را اعدام کرد. در جریان محاکمات در دادگاه نظامی، بار دیگر دولت ادعاهایی مبنی بر ارتباط بین افراد این سازمان و فدائیان مطرح کرد.

## اعضای گروه
آمار دقیقی از عضویت واقعی فدائیان وجود ندارد. همه شواهد موجود، از جمله روایات مختلف پس از انقلاب، عضویت را حداکثر چند صد نفر تخمین می‌زند. تعداد هواداران در دوران اوج فدائیان به طور قابل توجهی بیشتر بود و شاید به چند هزار نفر می‌رسید. پایگاه جغرافیایی فدائیان عمدتاً شهری با تمرکز زیاد در چند شهر بزرگ مانند تهران، مشهد و قم بود. آنها عمدتاً از میان دستفروشان بی‌سواد یا کم‌سواد، مغازه‌داران و صنعتگران جوان عضوگیری می‌کردند.

## مانیفست و ایدئولوژی
بیانیه ایدئولوژیک اصلی فدائیان، «رهنمای حقایق» در سال ۱۳۲۹ در تهران منتشر و پس از انقلاب ۱۳۵۷ دوباره منتشر شد. این سند نود و دو صفحه‌ای که به سبکی ساده نوشته شده است، به وضوح دیدگاه فدائیان از یک دولت و جامعه اسلامی را به تصویر می‌کشد. این کتاب شرح مفصلی از تمام اعمال غیراسلامی رایج در آن زمان در ایران ارائه می‌دهد و خواستار یک دولت اسلامی است که در آن اعمال شریعت حاکم باشد. این کتاب مملو از لحنی بسیار اخلاقی است و به طور قطعی به یک جامعه آرمانی نهایی می‌نگرد که در آن همه بیماری‌ها و بدی‌ها از طریق نیروی مذهب ریشه‌کن شده‌اند.
اصول اساسی برنامه فدائیان خواستار اجرای کامل قانون اسلامی، اداره کامل نظام قضایی اسلامی، از جمله قانون قصاص و سایر شکل‌های مجازات است. این برنامه همچنین خواستار لغو همه قوانین غیراسلامی و ممنوعیت همه اشکال رفتارهای غیراخلاقی، از جمله قمار، فحشا، مصرف مشروبات الکلی و غیره است. کتابچه ایدئولوژیک آنها در مورد همه نهادهای اصلی دولتی بحث می‌کند و نقش‌های اسلامی مناسب را به آنها اختصاص می‌دهد. این کتاب از مجلس انتظار دارد که فقط قوانین اسلامی را وضع کند و از شاه انتظار دارد که بر اداره صحیح همه اماکن مقدس شیعه نظارت کند و از فقرا مراقبت کند. سلطنت تا زمانی که مطابق با قوانین و احکام اسلامی عمل کند، قابل قبول است. از نظر فدائیان، روحانیون نقش رهبری مرکزی به عنوان مربی، قاضی و راهنمای اخلاقی مردم دارند.
برنامه فدائیان خواستار ایجاد یک جامعه اساساً مساوات‌طلبانه است که در آن ثروت به طور عادلانه توزیع شود و نیازهای فقرا برآورده شود. این برنامه به کار و صرفه‌جویی ارزش می‌دهد و بر اهمیت فعالیت تجاری مشروع تأکید می‌کند. این برنامه از مغازه خواربارفروشی ساده به عنوان نمونه رفتار اقتصادی مناسب تمجید می‌کند، جایی که سخت‌کوشی، انصاف و صرفه‌جویی عملیات آن را هدایت می‌کند. این برنامه به ویژه هیچ سخن تندی را برای کسانی که در ربا، رشوه و فساد دست دارند، دریغ نمی‌کند.
فدائیان زنان را به عنوان حاملان اصلی فضیلت و سنگ بنای یک زندگی خانوادگی اخلاقی می‌شناسند. با این حال، حقوق و امتیازات قانونی آنها محدود است و اساساً آنها را به چیزی بیش از شهروندان درجه دو تقلیل می‌دهد. این برنامه همچنین از تشکیل خانه‌های متعدد در سراسر کشور برای تسهیل عمل نهاد مذهبی ازدواج موقت حمایت می‌کند. محدودیت‌های قابل توجهی مانند جزیه نیز برای اقلیت‌های مذهبی شناخته شده - مسیحیان، یهودیان و زرتشتیان - که حداقل توسط فدائیان تحمل می‌شوند، وضع می‌شود. چنین نگرشی نسبت به بهائیان، که منفور و مطرود هستند، وجود ندارد.
شباهت‌های مهمی بین بسیاری از دیدگاه‌های اساسی فدائیان و اصول و اقدامات خاص جمهوری اسلامی ایران وجود دارد: فدائیان و آیت‌الله خمینی در مسائلی مانند نقش روحانیون، اخلاق، عدالت اسلامی، جایگاه فرودستان، حقوق زنان و اقلیت‌های مذهبی و نگرش نسبت به قدرت‌های خارجی هم‌نظر بودند. در واقع، برخی از اهداف مهم اما اصلاح شده فدائیان در ساختارهای اصلی و مواضع ایدئولوژیک جمهوری اسلامی ایران تثبیت شده و توسط هیئت‌های مؤتلفه اسلامی و متحدان آنها (به عنوان مثال، انصار حزب‌الله) با تسلط در قوای مقننه، قضایی و برخی از قوای مجریه، از جمله سپاه پاسداران انقلاب اسلامی و وزارت اطلاعات و همچنین در شرکت‌های غول‌پیکری مانند بنیاد مستضعفان محافظت می‌شوند. علاوه بر این، گزارش‌های منتشر شده توسط آیات عظام سید علی خامنه‌ای، و علی‌اکبر هاشمی رفسنجانی، رئیس قدرتمند مجمع تشخیص مصلحت نظام، همگی مستقیماً به تأثیر شکل‌دهنده مهم جذابیت کاریزماتیک نواب در اوایل زندگی و فعالیت‌های ضد دولتی آنها اشاره دارند.

## فدائیان اسلام پس از نواب صفوی

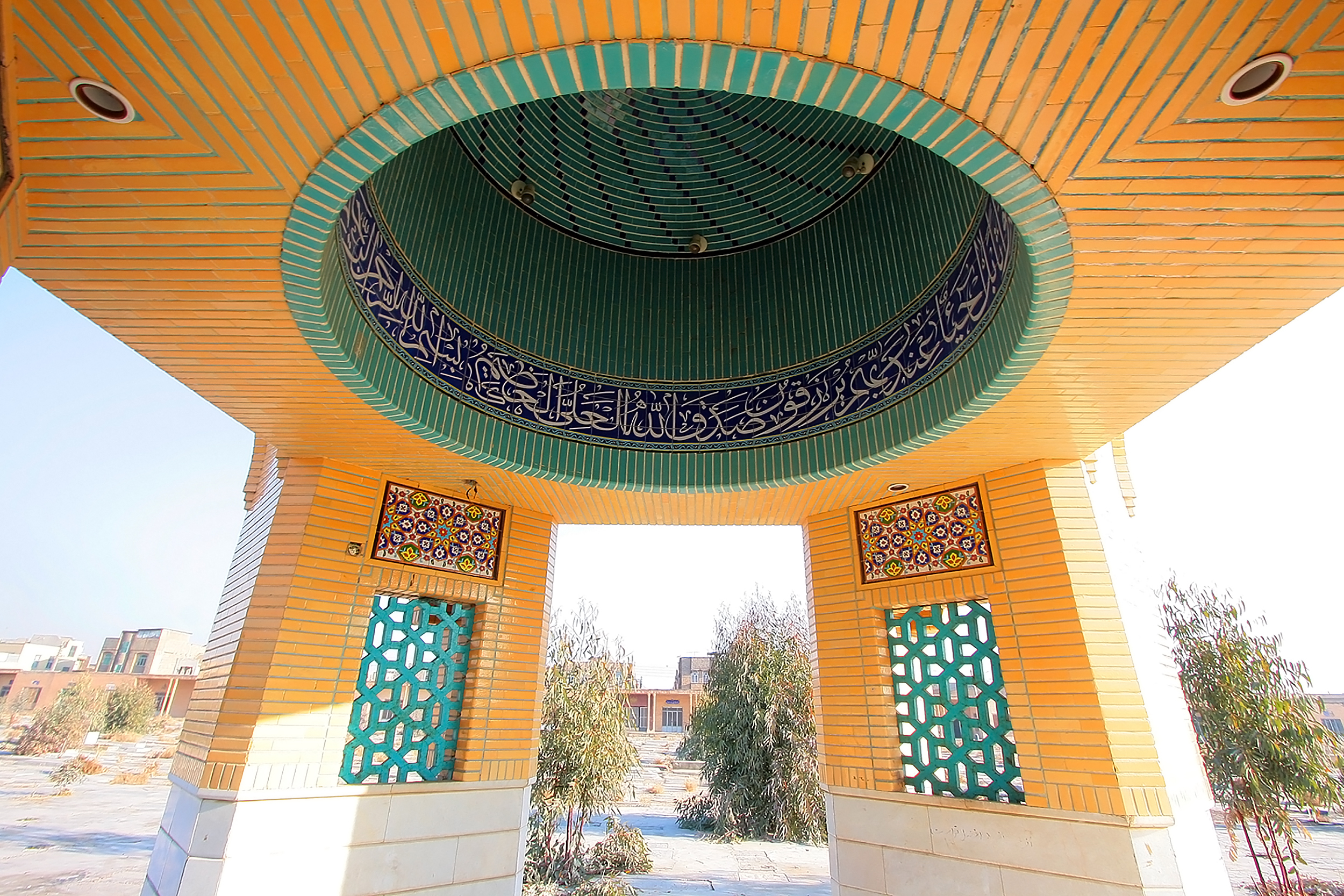
بنای مقبره نواب صفوی در قبرستان وادی السلام شهر قم که بعد از انقلاب ایران در بهمن ۵۷ ساخته شد.

پس از اعدام مجتبی نواب صفوی در دی‌ماه ۱۳۳۴ اعضای جمعیت فداییان اسلام تحت مراقبت شدید مأموران حکومتی قرار داشتند. در چنین شرایطی، اعضای جمعیت فداییان اسلام به مبارزات مخفیانه علیه سلطنت پهلوی روی آوردند. اعضای فداییان اسلام با برگزاری جلسات عمومی اما به شکل کلاس‌های قرآن و مراسم عزاداری در مسجدهایی همچون مسجد مهدیه در خیابان رزم آرا و مسجدی در خیابان بوذر جمهری توسط آقایان بهاری، رفیعی و صرف زاده به عنوان «انجمن دانش و آموزش جوانان».

## ارتباط سازمان سیا با فداییان اسلام و روحانیت
در میان کسانی که با شاه و سازمان سیا در زمان کودتا و پس از آن همکاری تنگاتنگی داشتند، ابوالقاسم کاشانی، همچنین پسر سید ابوالقاسم کاشانی که دومین شخصی بود که پس از کودتا و تسخیر رادیو تهران از طریق آن گفتگو کرد، محمد بهبهانی، احمد کفایی خراسانی، بهاالدین نوری، محمدتقی فلسفی و همین‌طور سید حسین طباطبایی بروجردی به چشم می‌خوردند. سازمان سیا همچنین فداییان اسلام را تجهیز و سازماندهی کرد؛ فداییان اسلام گروه بنیادگرای اسلامی بودند که در آن زمان ترورهای متعددی را انجام دادند که از جملهٔ آن‌ها حمله به حسین فاطمی، وزیر امورخارجه محمد مصدق و ترور نافرجام مصدق بود.

## قتل سید عبدالحسین واحدی
تیمور بختیار فرماندار نظامی تهران در پی یک مشاجره با سید عبدالحسین واحدی معاون رهبر جمعیت فدائیان اسلام، وی را تاریخ ۷ آذر ۱۳۳۴ خورشیدی به ضرب ۵ گلوله به قتل رساند. رسانه‌های گروهی اعلام کردند واحدی قصد فرار داشت و توسط مأموران کشته شد.

## فدائیان اسلام پس از پیروزی انقلاب ۱۳۵۷ ایران
پس از انقلاب، سه تلاش نافرجام توسط تعدادی از اعضای قدیمی یا هواداران فدائیان برای احیای این سازمان انجام شد: نخست، توسط صادق خلخالی با عبدالله کرباسچیان؛ دوم، توسط محمدمهدی عبد خدایی، محمدعلی لواسانی و جواد واحدی؛ و در نهایت توسط ابوالقاسم رفیعی، رئیس سابق امنیت فدائیان. با این حال، هیئت‌های مؤتلفه اسلامی که از اعضا و هواداران سابق فدائیان رشد کردند، با ارتباطات تثبیت شده خود با روح‌الله خمینی و دستیارانش از سال ۱۹۶۳ و نقش آنها به عنوان یک جناح اصلی در دولت جمهوری اسلامی، باید به عنوان حاملان اصلی میراث فدائیان در ایران پس از انقلاب در نظر گرفته شوند.